# Phlepsanus nigrifrons
Phlepsanus nigrifrons är en insektsart som beskrevs av Ball 1905. Phlepsanus nigrifrons ingår i släktet Phlepsanus och familjen dvärgstritar. Inga underarter finns listade i Catalogue of Life.